# Distrito de Huancano
Distrito de Huáncano
El Distrito de Huáncano es uno de los ocho distritos de la Provincia de Pisco, ubicada en el Departamento de Ica, bajo la administración del Gobierno Regional de Ica, en el surcentro del Perú, siendo su alcalde actual el Blgo. Julio Aurelio Rojas Ñañez. 
Desde el punto de vista jerárquico de la Iglesia católica forma parte de la Diócesis de Ica.

## Historia
Fue creado mediante Ley del 13 de octubre de 1900, en el gobierno del Presidente Eduardo López de Romaña.

## Geografía
Ubicado a 994 m s. n. m.
Según Pulgar Vidal y sus estudios de los  ocho pisos ecológicos: El distrito de Huáncano y sus anexos se ubican entre la región: Yunga, entre los  500 a 2300 m s. n. m.[metros sobre el nivel del mar] ubicada en la parte baja del flanco occidental de los Andes. Entre ellos el anexo de "Pacra" el que  se ubica en el km 80 de la vía "Los Libertadores" - Pisco -Ayacucho. un apacible lugar caluroso; tierra del sol eterno; de clima semicálido y seco, con escasas precipitaciones estacionales de verano, y se caracteriza por la presencia del sol en casi todo el año. La yunga marítima presenta un relieve accidentado que alterna en quebradas angostas y profundas que fueron modeladas por los cursos fluviales. En estas quebradas suelen encontrarse pequeñas áreas de cultivos llamadas terrazas fluviales. Son características de esta zona las estribaciones de los andes, que son montañas de poca altura que se dirigen hacia el mar.
Flora: Destacan el carrizo, la tara, la cabuya, el huarango, el boliche, la retama, el molle, la pitahaya, etc. En las faldas de los cerros crecen cactáceas columnares, las achupallas, la sábila, champiñones el maguey y el mito. Se cultivan bastantes arbustos frutales como el palta, el lúcuma, el chirimoya, el guayaba, el ciruela, vid, alfalfa, etc. y otras especies como la cascarilla o quinina, etc.
Fauna de Yunga marítima : palomas, tórtolas, loro verde , canario,  picaflor, insectos transmisores del paludismo y uta, ciempiés, culebras, víboras, lagartijas, chaucato, taurigaray, zorros, vizcachas, puma.
- Hidrología : el distrito y sus anexos están  asentados en las riberas del río "Pisco" el mismo que está formado por la Confluencia de los tributarios  rio Huaytara mayu, río santuario, río chiris.
- El río Pisco es una de las cinco cuencas hidrográficas que tiene la región Ica y nace en la laguna de laguna "Pultoc" (departamento de Huancavelica) que se ubica a 5.000 m s. n. m.; tiene una longitud  de aproximadamente 472 km.(RQB)

## Autoridades

### Municipales
- 2023 - 2026[2]
  - Alcalde: Blgo. Julio Aurelio Rojas Ñañez, del Movimiento Regional Obras por la Modernidad.
  - Regidores:

  1. Edgar Celestino Bautista Hurtado (Movimiento Regional Obras por la Modernidad)
  2. Rocio Silvana Mayhua Arteaga (Movimiento Regional Obras por la Modernidad)
  3. Dicmar Efrain Yauricasa Conislla (Movimiento Regional Obras por la Modernidad)
  4. Mercedes Benita Quispe Tapiaza (Movimiento Regional Obras por la Modernidad)
  5. Esther Silvana Trillo Yauricasa (Partido Alianza para el Progreso)

Alcaldes anteriores
- 1967 - 1969: Buridán Sáenz Meza, de la Alianza Acción Popular - Democracia Cristiana.
- 1969 - 1980: Gobierno militar.
- 1981 - 1983: Gregorio Valdivia Saavedra, de Acción Popular.
- 1984 - 1986: Ricardo Vásquez Conislla, del Partido Aprista Peruano.
- 1987 - 1989: Ricardo Vásquez Conislla, del Partido Aprista Peruano.
- 1990 - 1992: Buridán Sáenz Meza, del Fredemo.
- 1993 - 1995: Roque L. Herrera García, de Acción Popular.
- 1996 - 1998: José Simón Huachua Laura, de Acción Popular.
- 1999 - 2002: Sindulfo Huamán Laura, del Movimiento Independiente Vamos Vecino.
- 2003 - 2006: José Simón Huachua Laura, de Perú Posible.
- 2007 - 2010: Julio Aurelio Rojas Ñañez, de Arriba Pisco.
- 2011 - 2014: Julio Aurelio Rojas Ñañez
- 2015 - 2018: Julio Aurelio Rojas Ñañez, del Movimiento Regional Obras por la Modernidad.
- 2019 - 2022: Deciderio Edgar Cavero Ñañez, del Movimiento Regional Obras por la Modernidad

## Festividades
- Señor de la Agonía - octubre.
- Bajada de Reyes - 6 de enero en el anexo de "Pámpano, huancano y reposo".
- Navidad - 25 de diciembre en el anexo de "Pacra".
- Festividad de San Antonio - 27-28 de julio en el anexo de "Muralla"